# Motorola 68EC020

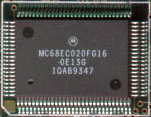
Motorola 68EC020 saldato su un circuito stampato

Il Motorola 68EC020 (nome in codice MC68EC020) è un microprocessore CISC prodotto da Motorola. È una versione a basso costo del Motorola 68020, la differenza principale del 68EC020 rispetto alla versione completa è il bus di indirizzamento che è solo a 24 bit rispetto ai 32 del 68020. Infatti il 68EC020 è in grado di indirizzare al massimo 16 MB.
Il 68EC020 è stato utilizzato come CPU per il computer Amiga 1200.